# Molophilus (Molophilus) inflexibilis
Molophilus (Molophilus) inflexibilis is een tweevleugelige uit de familie steltmuggen (Limoniidae). De soort komt voor in het Neotropisch gebied.